# ورزشگاه آنگسترم
ورزشگاه آنگسترم (به لاتین: Angstrem Stadium) یک ورزشگاه در روسیه است که در زلنوگراد واقع شده‌است.